# Ivoorkust
Ivoorkust, officieel de Republiek Côte d'Ivoire (verouderd: Elpenbeenkust), is een land in West-Afrika dat grenst aan Liberia, Guinee, Mali, Burkina Faso, Ghana en de Golf van Guinee. De regering van Ivoorkust heeft de internationale gemeenschap verzocht het land te benoemen met de Franstalige benaming Côte d'Ivoire. Deze benaming is in veel talen, waaronder het Nederlands, echter niet ingeburgerd.

## Geschiedenis
Ivoorkust werd in de vijftiende eeuw door de Portugezen gekoloniseerd. Reeds in de achttiende eeuw vestigden zich enkele Fransen in nederzettingen aan de kuststrook. In de negentiende eeuw begonnen de Fransen zich in groten getale te vestigen in Ivoorkust. In 1893 werd Ivoorkust een van Burkina Faso gescheiden Franse kolonie. In 1906 werd Ivoorkust deel van Frans-West-Afrika.
Gedurende de Tweede Wereldoorlog koos het koloniale bestuur van Ivoorkust vóór de Vrije Fransen en tegen het Vichy-regime van maarschalk Pétain. Na de oorlog werd Frans-West-Afrika een overzees territorium van de Franse republiek. Afrikaanse nationalisten richtten de Rassemblement Democratique Africain (RDA) op, een West-Afrikaanse territoriale partij. De afdeling van de Ivoorkust kreeg de officiële naam Parti Democratique de la Côte d'Ivoire-Rassemblement Democratique Africain (PDCI/RDA), kortweg gewoon PDCI genoemd. In 1958 werd Ivoorkust een autonome republiek binnen de Franse Federatie. In 1960 werd Ivoorkust een onafhankelijke republiek. Felix Houphouët-Boigny, een van de voormannen van de RDA, werd president van de republiek. Hij maakte van Ivoorkust een eenpartijstaat waarin alleen de PDCI/RDA was toegestaan. Hij bleef tot 1993 aan de macht.
Economisch gezien leunde het regime van Houphouët-Boigny sterk op Frankrijk en het Internationaal Monetair Fonds. Vanaf het begin van de jaren '80 begon de oppositie zich te roeren. Houphouët-Boigny breidde de functies van de PDCI uit en democratiseerde de partij, maar het land bleef een eenpartijstaat. Kritiek was er ook op de bouw van de rooms-katholieke basiliek Notre-Dame de la Paix in Yamoussoukro, die qua omvang en uiterlijk sterk lijkt op de Sint-Pietersbasiliek in Rome. De president bleef volhouden dat hij alles uit eigen zak betaalde en er geen staatsgeld in gestoken was. In 1986 werd de internationale landsnaam gewijzigd in Côte d'Ivoire.
In 1990 werd de eis van de oppositie om het land te democratiseren groter en president Houphouët-Boigny introduceerde het meerpartijenstelsel. Houphouët-Boigny overleed in 1993 en werd opgevolgd door zijn partijgenoot Henri Conan Bédié. In 1996 berichtte Amnesty International dat in de drie jaar dat Bédié regeerde er meer mensen gevangen waren gezet dan onder 33 jaar Houphouët-Boigny.
Bédié werd na een militaire machtsovername in 1999 vervangen door Robert Guéï, die voorzitter van het Nationaal bevrijdingsfront werd. Na tumultueus verlopen verkiezingen werd Laurent Gbagbo op 26 oktober 2000 president. Het bleef daarna echter onrustig in het land, met een mislukte coup in 2001 en muiterij van het leger in 2002. Er volgde een burgeroorlog tussen de regeringstroepen uit het christelijke zuiden en diverse rebellen-groepen uit het islamitische noorden. Veel moslims, en meer in het algemeen, mensen uit het noorden, voelen zich namelijk gediscrimineerd door de regering van Gbagbo.
In 2003 werd bij vredesonderhandelingen overeengekomen een regering van nationale eenheid te vormen. VN-troepen, ondersteund door Franse troepen, werden ingezet om de vrede te bewaken. Na een korte periode van relatieve rust werd president Gbagbo er herhaaldelijk van beschuldigd de vrede in gevaar te brengen. De betrokken partijen hielden zich steeds minder aan het akkoord. De rebellen erkenden zijn gezag niet meer toen Gbagbo in mei 2004 drie ministers van de oppositie ontsloeg. Na het verlopen van het ultimatum voor de ontwapening in oktober 2004 namen de regeringstroepen de wapens weer op tegen de rebellen. De situatie escaleerde toen bij bombardementen op stellingen van de rebellen negen Franse soldaten omkwamen. Het Franse leger vernietigde vervolgens ter vergelding de gehele Ivoriaanse luchtmacht. Dat leidde tot anti-Franse demonstraties en plunderingen in de bestuurlijke hoofdstad en grootste stad Abidjan. Duizenden Europeanen verlieten het land. Op 6 september 2006 trad de regering tijdelijk af na demonstraties en rellen uit protest tegen de gifdump van het schip de Probo Koala. Korte tijd later keerde de regering in vrijwel ongewijzigde samenstelling terug.
De presidentsverkiezingen die normaal hadden moeten plaatsvinden in 2005 werden pas in november 2010 gehouden. Begin december van dat jaar gaf de Ivoriaanse Verkiezingscommissie voorlopige resultaten vrij waaruit bleek dat zittend president Laurent Gbagbo de presidentsverkiezingen van oud-premier Alassane Ouattara dreigde te verliezen. De sociaaldemocratische FPI van Gbagbo vocht de resultaten aan bij het Grondwettelijk Hof op beschuldiging van massale fraude in het door de rebellen van de Forces Nouvelles de Côte d'Ivoire (FNCI) beheerste Noorden van het land, hetgeen door internationale waarnemers werd tegengesproken. De bekendmaking van de verkiezingsresultaten leidde tot heftige spanningen en gewelddadige incidenten. Volgens de kiescommissie had Ouattara de tweede ronde van de presidentsverkiezingen gewonnen, maar het Grondwettelijk Hof — dat bestond uit aanhangers van Gbagbo — maakte die uitspraak ongedaan en riep Gbagbo met 51 procent van de stemmen tot winnaar uit, na het onwettig verklaren van de resultaten uit zeven noordelijke departementen. Na de officiële eedaflegging van Gbagbo organiseerde Ouattara — die door de Verenigde Naties en het gros van de internationale gemeenschap als winnaar werd erkend — een eigen eedaflegging. Deze gang van zaken voedde de vrees voor een heropflakkering van de burgeroorlog. De Afrikaanse Unie stuurde Thabo Mbeki, voormalig president van Zuid-Afrika, als bemiddelaar naar Abidjan. De Veiligheidsraad van de VN nam een resolutie aan die Alassane Ouattara als winnaar van de verkiezingen erkende, gebaseerd op een beslissing van de Economische Gemeenschap van West-Afrikaanse Staten (ECOWAS), die Ivoorkust uit al haar besluitorganen schorste, dit gevolgd door een gelijkaardige beslissing door de Afrikaanse Unie.
De legerleider van Ivoorkust, Philippe Mangou, sprak zijn steun uit aan president Gbagbo.
Eind december werden de Beninse president Yayi Boni, de Kaapverdische president Pedro Pires en de Sierra Leoonse president Ernest Bai Koroma dan naar Abidjan gestuurd om te gaan bemiddelen; dit mislukte. Begin januari vertrokken de drie excellenties opnieuw naar Ivoorkust, dit keer ook nog vergezeld van de Keniaanse premier Raila Odinga, maar ook toen maakte Gbagbo geen aanstalten om af te treden. Er was daarop even sprake van een persoonlijk onderhoud tussen hem en Ouattara, maar dit werd door Ouattara afgewezen.
Op 11 april 2011 werd Gbagbo's residentie in Abidjan door troepen van Ouattara, geholpen door Franse strijdkrachten, bestormd en werd Gbagbo gearresteerd, evenals zijn vrouw, zijn zoon en enkele tientallen leden van zijn gevolg. Op 30 november 2011 werd Gbagbo uitgeleverd aan het Internationaal Strafhof, dat kort daarvoor een arrestatiebevel tegen hem uitgevaardigd had. De aanklager van dit hof beschuldigde hem van vier categorieën misdaden tegen de menselijkheid, namelijk moord, verkrachting, vervolging en andere inhumane daden.

## Geografie
Het land heeft een kustlijn van 550 km aan de Golf van Guinea. Het oostelijk deel van de kust is rotsachtig terwijl het westelijk deel bestaat uit zandbanken, lagunes en moerassen. Het landschap is vlak tot glooiend en wordt bergachtig centraal in het westen en rond de stad Man. Het hoogste punt is Mont Nimba bij het drielandenpunt met Guinee en Liberia. Het land telt vier grote rivieren die van noord naar zuid stromen om uit de monden in de Golf van Guinea: (van oost naar west) de Komoé, de Bandama, de Sassandra en de Cavally.

### Klimaat
Ivoorkust kent een tropisch klimaat. In het zuiden is het vochtiger, in het noorden droger en daar heerst een savanneklimaat. Het weer wordt in de winter bepaald door de droge harmattan, die waait uit noordoostelijke richting, en in de zomer door de vochtige Atlantische zuidwestmoesson.

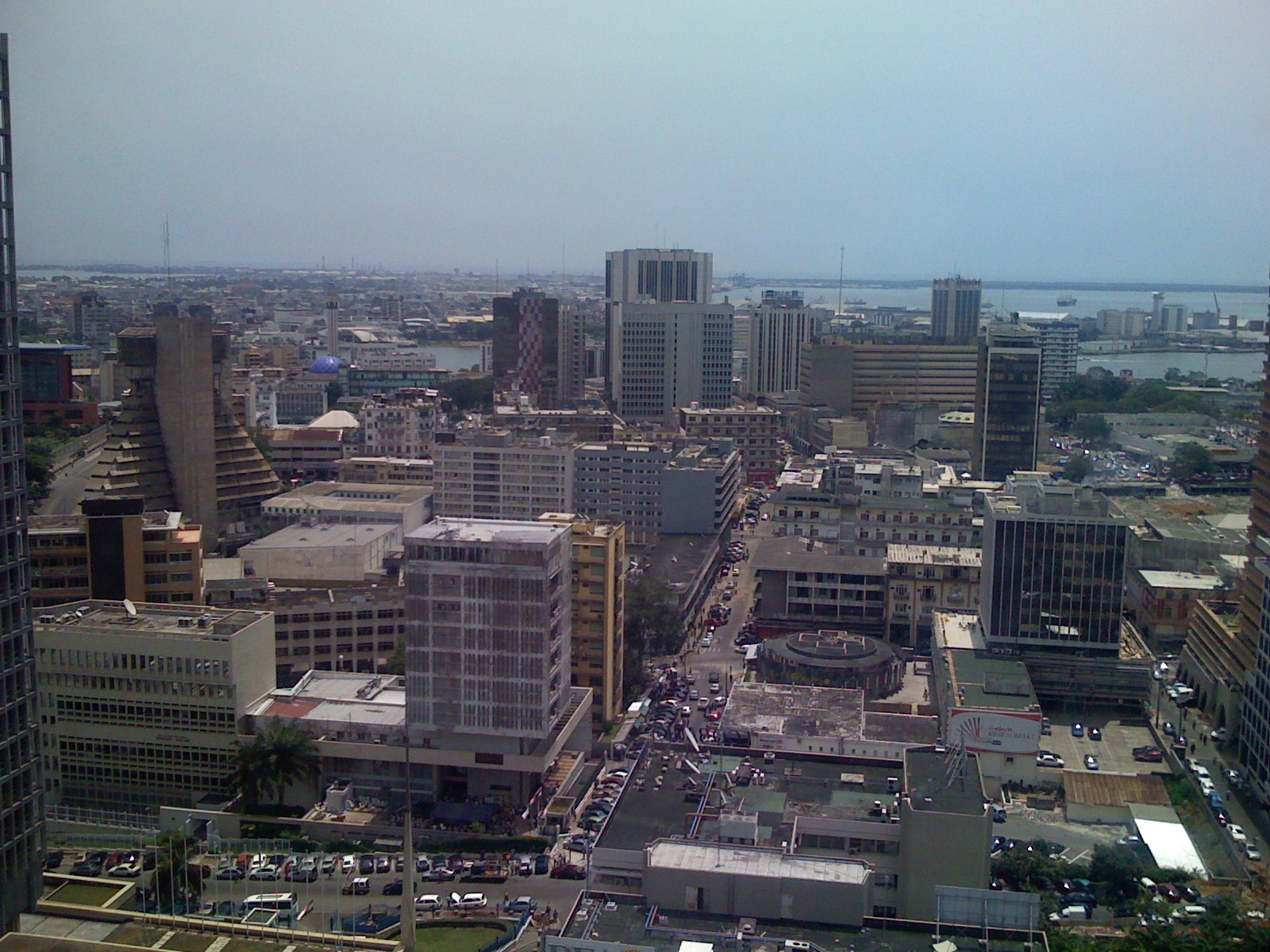
Abidjan, de grootste stad van Ivoorkust

### Steden
Steden met meer dan 100.000 inwoners volgens de volkstelling van 2014.
| Naam         | Bevolking |
| ------------ | --------- |
| Abidjan      | 4.395.243 |
| Bouaké       | 536.719   |
| Daloa        | 245.360   |
| Korhogo      | 243.048   |
| Yamoussoukro | 212.670   |
| San-Pédro    | 164.944   |
| Gagnoa       | 160.465   |
| Man          | 149.041   |
| Divo         | 105.397   |
| Anyama       | 103.297   |
| Soubré       | 101.196   |
| Abengourou   | 100.910   |

### Bestuurlijke indeling
Ivoorkust is onderverdeeld in 12 districten, verder onderverdeeld in 31 regio's, en 2 autonome districten. Binnen de regio's bestaan de departementen, elk onder leiding van een prefect. Daarnaast zijn er traditionele dorpsorganisaties.

## Bevolking

### Samenstelling en spreiding

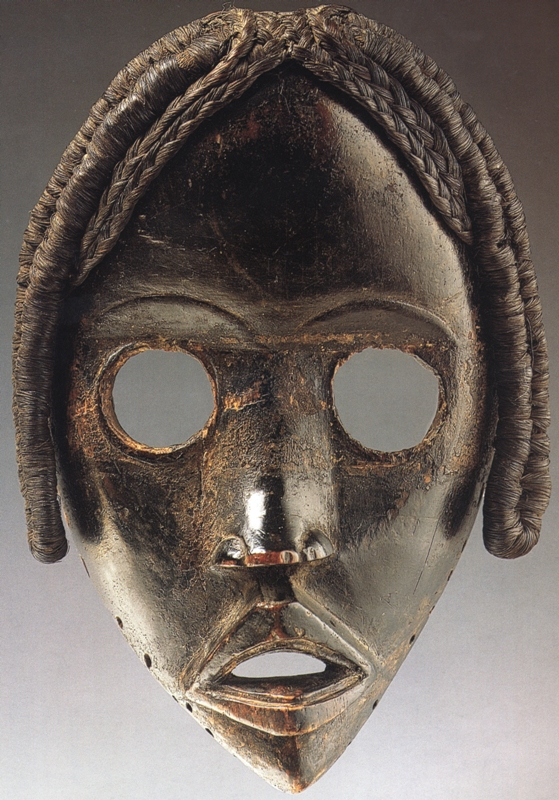
Een masker van de Dan

De autochtone bevolking bestaat uit meer dan zestig etnische groeperingen, die in vier grote cultuurgroepen kunnen worden ondergebracht: de Akan-volkeren (in het zuidoosten), waartoe de grootste etnische groep van Ivoorkust, de Baoule, behoort, evenals de zogenaamde Lagunenvolkeren langs de zuidkust; de oorspronkelijk van de jacht levende Krou-volkeren (in het zuidwesten), thans landbouwers; de Mandé-volkeren (in het westen en noordwesten), waartoe o.a. de Dan, Malinké, Bambara en de rondtrekkende Dioula behoren; en de Volta-volkeren (in het noorden en noordoosten), waartoe de Lobi en de tweede grote etnische groepering der Senufo (landbouwers) behoort. Voorts wonen er enkele duizenden Europeanen (meest Fransen), Libanezen en Syriërs (vnl. handelaren). De ca. 2 miljoen Afrikaanse gastarbeiders, voornamelijk uit Burkina Faso en Mali, hebben in belangrijke mate bijgedragen tot de zeer sterke jaarlijkse bevolkingsgroei van 3,7% (natuurlijke groei: 2,6%). Een ander migratieverschijnsel vormt de snelle verstedelijking: woonde in 1940 nog slechts 6% van de bevolking in steden, in 1992 was dit cijfer gestegen tot 42%. Vooral de grootste twee steden, Abidjan (ca. 4.7 miljoen inw.) en Bouaké (ca. 650 000 inw.) groeien zeer snel. De helft van de bevolking is jonger dan 15 jaar; slechts 11,4% is ouder dan 45 jaar. De gemiddelde levensverwachting bij geboorte bedraagt 56 jaar.

### Taal
De officiële taal is het Frans. Als handels- en voertaal wordt daarnaast met name het Dioula veel gesproken. In de dagelijkse omgang speelt een groot aantal stamtalen en dialecten echter de belangrijkste rol. In het zuidoostelijke kwadrant van het land zien we de Akan-talen, zoals Baule, Anyi, Attié. In het zuidwestelijke kwadrant zie we de Krou-talen, zoals Bété, Guéré. In het noorden zien we taalgroepen Mandé (talen: Malinke, Dioula, Guro, Dan) en Voltaïque (talen: Senufo, Koulango).

### Religie
De traditionele stamreligies worden door ca. 35% van de bevolking aangehangen; bij het beleven van deze religies worden door diverse bevolkingsgroepen maskers gebruikt tijdens allerlei rituelen rondom bijvoorbeeld geboorte, besnijdenis, overlijden, en bij de overgang naar een genootschap. Meestal worden de maskers door mannen gedragen, in enkele gevallen door vrouwen.
Ca. 25% van de bevolking is islamitisch en ca. 35% christen, van wie ruim 20% katholiek.

## Economie

De exportproducten van Ivoorkust (2017)

De totale waarde van de export bedroeg in 2017 10,3 miljard dollar. Ivoorkust is de grootste exporteur van cacaobonen (1.230.000 ton per jaar).

### Armoede
Volgens het Ontwikkelingsprogramma van de Verenigde Naties leeft in de Ivoorkust 23,3 procent van de bevolking van minder dan 1,25 dollar per dag. De CIA World Factbook schatte dat in 2006 42 procent van de bevolking onder de armoedegrens leefde.

## Politiek

### Staatsinrichting
- staatshoofd: president Alassane Ouattara (sinds 2011)
- regeringsleider: premier Robert Beugré Mambé (sinds 2023)
- parlement (Parlement de Côte d'Ivoire):
  - Nationale Vergadering (Assemblée nationale) - 255 leden, termijn: vijf jaar;
  - Senaat (Sénat) - 99 leden, termijn: vijf jaar.

### Staatshoofden van Ivoorkust
Voorzitter van de Regeringsraad:
- Auguste Denise (1958-1958), PDCI

Voorzitters van de Voorlopige Regering:
- Auguste Denise (1958-1959), PDCI
- Félix Houphouët-Boigny (1959-1960), PDCI

Presidenten:
- Félix Houphouët-Boigny (1960-1993), PDCI
- Henri Konan Bédié (1993-1999), PDCI
- Robert Guéï (2000-2000), Mil
- Laurent Gbagbo (2000-2011), FPI
- Alassane Ouattara (2011-heden), RDR

Voorzitter van de Militaire Raad:
- Robert Guéï (1999-2000), Mil.

President tegenregering:
- Guillaume Soro (2002-2004), MPCI

### Premiers van Ivoorkust
- Félix Houphouët-Boigny (1959-1960), PDCI
- Alassane Ouattara (1990-1993), RDR
- Daniel Kablan Duncan (1993-1999), PDCI
- Seydou Elimane Diarra (2000-2000), partijloos
- Pascal Affi N'Guessan (2000-2003), FPI
- Seydou Elimane Diarra (2003-2005), partijloos
- Charles Konan Banny (2005-2007), partijloos
- Guillaume Soro (2007-2010), FN
- Gilbert Aké (2010-2011), FPI
- Guillaume Soro (2011-2012), FN
- Jeannot Ahoussou-Kouadio (2012-2012), PDCI
- Daniel Kablan Duncan (2012-2017), PDCI
- Amadou Gon Coulibaly (2017-2020), PDCI, later RDR
- Hamed Bakayoko (2020-2021), RDR
- Patrick Achi (2021-2023), RDR
- Robert Beugré Mambé (sinds 2023), RDR

Afkortingen:
- PDCI= Democratische Partij van Ivoorkust
- Mil.= Militair
- FPI= Volksfront van Ivoorkust
- MPCI= Patriottische Beweging van Ivoorkust (Noord-Ivoriaanse beweging)
- FN= Forces Nouvelles
- RDR= Rally van De Republikeinen
- RDA= PDCI (PDCI-RDA zijn één partij, kortweg gewoon PDCI genoemd)

## Bekende personen uit Ivoorkust
- Murielle Ahouré - atleet, gespecialiseerd in 100 m en 200 m
- Alpha Blondy - reggaezanger
- Wilfried Bony - voetballer
- Sekou Cissé - voetballer
- Barry Boubacar Copa - keeper
- Simon Deli - voetballer
- Seydou Doumbia - voetballer
- Didier Drogba - voetballer
- Emmanuel Eboué - voetballer
- Nelson Évora - olympisch en wereldkampioen hink-stap-springen
- Laurent Gbagbo - ex-president
- Gervinho - voetballer
- Bonaventure Kalou - voetballer
- Salomon Kalou - voetballer
- Abdul Kader Keïta - voetballer
- Ibrahim Sangaré - voetballer
- Yaya Soumahoro - voetballer
- Magic System - muziekgroep
- Marie-Josée Ta Lou - atleet, gespecialiseerd in 100m en 200m
- Cheick Tioté - voetballer
- Kolo Touré - voetballer
- Yaya Touré - voetballer
- Véronique Tadjo - schrijver, kunstenaar